# Rivière Wapishish
La rivière Wapishish est un affluent de la rivière aux Sables, coulant sur la rive nord-ouest du fleuve Saint-Laurent, dans le territoire non organisé Mont-Valin, dans la municipalité régionale de comté (MRC) de
Le Fjord-du-Saguenay, dans la région administrative de la Saguenay-Lac-Saint-Jean, dans la Province de Québec, au Canada. Le cours de la rivière comporte une incursion vers le sud dans le canton de Garreau.
La partie inférieure de la vallée de la rivière Wapishish est desservie par la route forestière R0208 (sens nord-sud). La route forestière R0201 (sens nord-sud) dessert la partie supérieure de la rivière. Quelques autres routes forestières secondaires desservent le territoire pour les besoins de la foresterie et des activités récréotouristiques,,.
La foresterie constitue la principale activité économique du secteur ; les activités récréotouristique, en second.
La surface de la rivière Wapishish habituellement gelée de la fin novembre au début avril, toutefois la circulation sécuritaire sur la glace se fait généralement de la mi-décembre à la fin mars.

## Géographie
Les principaux bassins versants voisins de la rivière Wapishish sont :
- côté nord : rivière aux Sables, rivière à Paul, réservoir Pipmuacan, rivière Betsiamites ;
- côté est : rivière aux Sables, lac Poulin-De Courval, lac Betsiamites, rivière Sainte-Marguerite Nord-Est, rivière Olaf, rivière des Savanes ;
- côté sud : rivière Saint-Louis, rivière Valin, rivière aux Outardes, rivière à la Cruche, lac Moncouche, rivière Sainte-Marguerite, rivière Boivin (bras des Murailles), rivière Saint-Louis ;
- côté ouest : rivière Shipshaw, rivière de la Tête Blanche, rivière à la Hache, rivière Beauséjour, réservoir Pipmuacan, lac Onatchiway, rivière Onatchiway[2].

La rivière Wapishish prend sa source à l’embouchure du lac Verville (rivière Wapishish) (longueur : 3,2 km ; altitude : 647 m), en zone forestière et entouré de montagnes. Cette source est située à :
- 5,0 km au nord-ouest d’une baie du Lac Moncouche ;
- 15,8 km au sud-est de l’embouchure de la rivière Wapishish ;
- 63,3 km au sud de l’embouchure de la rivière aux Sables ;
- 90,8 km au sud-est du barrage de la centrale Bersimis-1, correspondant à l’embouchure du réservoir Pipmuacan ;
- 99,7 km au sud-est du centre du village de Labrieville ;
- 149,4 km au sud-est de l’embouchure de la rivière Betsiamites[2].

À partir de l’embouchure du lac de tête, le cours de la rivière Wapishish descend sur 29,5 km, selon les segments suivants :
- 3,4 km vers l'est notamment en chevauchant la limite nord du canton de Garreau, jusqu’à un coude de rivière ;
- 14,7 km le nord-est en formant une grande boucle vers l'est en début de segment, jusqu’à la rive sud-ouest du lac Barrin ;
- 3,6 km vers le nord-est en traversant le lac Barrin (altitude : 597 m), jusqu’à son embouchure ;
- 4,3 km vers le nord-est en traversant le Petit lac Wapishish (longueur : km ; altitude : 585 m), jusqu’à son embouchure, correspondant à un coude de rivière ;
- 3,5 km vers le sud dans une vallée encaissée, formant un crochet vers le nord-est en fin de segment, jusqu’à la rive est de la rivière aux Sables[2].

L'embouchure de la rivière Wapishish se déverse sur la rive sud au fond d’une baie du réservoir Pipmuacan dans le territoire non organisé de Mont-Valin. Cette confluence de la rivière Wapishish située à :
- 58,1 km au sud-est de l’embouchure de la rivière aux Sables (confluence avec le réservoir Pipmuacan ;
- 38,8 km à l'est du lac Onatchiway lequel est traversé par la rivière Shipshaw ;
- 75,3 km au sud-est de la centrale Bersimis-1 du Sud-Est du réservoir Pipmuacan ;
- 83,9 km au sud-est du centre du village de Labrieville ;
- 107,9 km au sud-est du centre-ville de Forestville ;
- 135,4 km au sud-est de l’embouchure de la rivière Betsiamites[2],[5].

## Toponymie
Le toponyme rivière Wapishish a été officialisé le 20 novembre 1973 à la Banque des noms de lieux de la Commission de toponymie du Québec, soit à la création de cette commission.